# A Paksi FC 2021–2022-es szezonja
A Paksi FC a 2021–2022-es szezonban az NB1-ben indul, miután a 2020–2021-es NB1-es szezonban negyedik helyen zárta a bajnokságot.
A Magyar Kupában egészen a döntőig meneteltek, ahol a Ferencváros tudta őket legyőzni 3–0-ás arányban.
A bajnokságot 43 szerzett ponttal a 6. helyen zárták.

## Változások a csapat keretében
2022. április 21. szerint.
*A félkövérrel jelölt játékosok felnőtt válogatottsággal rendelkeznek.

### Érkezők
| Mezszám | Poz. | Nemzetiség | Név             | Kor | Honnan           | Szerződés megnevezése | Átigazolási időszak | Szerződés vége | Átigazolás összege | Forrás |
| ------- | ---- | ---------- | --------------- | --- | ---------------- | --------------------- | ------------------- | -------------- | ------------------ | ------ |
| -       | V    | magyar     | Forgács Dávid   | 25  | Szentlőrinc      | kölcsönből vissza     | Nyári               | 0-             | 0-                 |        |
| -       | KP   | magyar     | Sipos Zoltán    | 20  | Győri ETO        | kölcsönből vissza     | Nyári               | 0-             | 0-                 |        |
| -       | KAP  | magyar     | Borsos Vilmos   | 20  | Dorogi FC        | kölcsönből vissza     | Nyári               | 2023.06.30.    | 0-                 |        |
| 2       | V    | magyar     | Kinyik Ákos     | 28  | Debreceni VSC    | átigazolás            | Nyári               | 2024.06.30.    | ingyen             | [ 3 ]  |
| 29      | CS   | magyar     | Pethő Bence     | 22  | Budaörs          | átigazolás            | Nyári               | 2024.06.30.    | ingyen             | [ 4 ]  |
| 19      | KP   | magyar     | Kesztyűs Barna  | 27  | BP Honvéd        | átigazolás            | Nyári               | ?              | ?                  | [ 5 ]  |
| 25      | KAP  | magyar     | Simon Barnabás  | 17  | Haladás          | átigazolás            | Nyári               | 2024.06.30.    | ?                  | [ 6 ]  |
| 1       | KAP  | magyar     | Nagy Gergely    | 27  | PAE AÉ Láriszasz | átigazolás            | Nyári               | 2024.06.30.    | 105.000 €          | [ 7 ]  |
| 23      | V    | magyar     | Sinan Medgyes   | 28  | Budafoki MTE     | átigazolás            | Nyári               | 2025.06.30.    | ingyen             | [ 8 ]  |
| 5       | V    | magyar     | Tamás Olivér    | 20  | MOL Fehérvár     | átigazolás            | Nyári               | 2025.06.30.    | ?                  | [ 9 ]  |
| 18      | KP   | magyar     | Gyurkits Gergő  | 19  | Utánpótlás       | profi szerződés       | Nyári               | 2024.06.30.    | -                  |        |
| 12      | V    | magyar     | Vas Gábor       | 18  | Utánpótlás       | profi szerződés       | Nyári               | 2023.06.30.    | -                  |        |
| 17      | KP   | magyar     | Kocsis Bence    | 20  | MTK Budapest     | átigazolás            | Téli                | 2025.12.31.    | ?                  | [ 10 ] |
| 20      | V    | magyar     | Kovács Nikolasz | 22  | Budapest Honvéd  | átigazolás            | Téli                | 2024.12.31.    | ?                  | [ 11 ] |
| -       | KP   | magyar     | Nyári Patrik    | 21  | MOL Fehérvár     | átigazolás            | Téli                | 2024.06.30.    | ?                  | [ 12 ] |
| 10      | CS   | magyar     | Haraszti Zsolt  | 30  | MTK Budapest     | kölcsönből vissza     | Téli                | ?              | -                  |        |

### Távozók
| Mezszám | Poz. | Nemzetiség | Név            | Kor | Hova                     | Szerződés megnevezése | Átigazolási időszak | Szerződés vége | Átigazolás összege | Forrás |
| ------- | ---- | ---------- | -------------- | --- | ------------------------ | --------------------- | ------------------- | -------------- | ------------------ | ------ |
| 2       | V    | magyar     | Vági András    | 32  | Mezőkövesd Zsóry         | átigazolás            | Nyári               | 2022.06.30.    | ingyen             | [ 13 ] |
| 19      | KAP  | magyar     | Holczer Ádám   | 33  | Tiszakécske              | átigazolás            | Nyári               | 2022.06.30.    | ingyen             | [ 14 ] |
| 7       | KP   | magyar     | Szakály Dénes  | 33  | csapat nélküli           | lejárt a szerződése   | Nyári               | -              | -                  | [ 15 ] |
| -       | KAP  | magyar     | Hegedüs Lajos  | 34  | csapat nélküli           | lejárt a szerződése   | Nyári               | 0-             | 0-                 |        |
| 9       | CS   | magyar     | Hahn János     | 27  | Dunaszerdahely           | átigazolás            | Nyári               | 2023.06.30.    | 350.000 €          | [ 16 ] |
| -       | V    | magyar     | Forgács Dávid  | 26  | Győri ETO                | átigazolás            | Nyári               | 2023.06.30.    | ingyen             | [ 17 ] |
| -       | KP   | magyar     | Sipos Zoltán   | 21  | Szolnoki MÁV             | átigazolás            | Nyári               | ?              | ingyen             |        |
| -       | KP   | magyar     | Bertus Lajos   | 31  | Diósgyőr                 | átigazolás            | Nyári               | ?              | ?                  | [ 18 ] |
| -       | CS   | magyar     | Szendrei Ákos  | 19  | Dunaszerdahely           | átigazolás            | Nyári               | 2026.06.30.    | ?                  | [ 19 ] |
| -       | CS   | magyar     | Haraszti Zsolt | 30  | MTK Budapest             | kölcsön               | Nyári               | 2021.12.31.    | -                  | [ 20 ] |
| -       | KP   | magyar     | Bognár Dávid   | 24  | Budaörs                  | kölcsön               | Nyári               | 2021.12.31.    | -                  | [ 21 ] |
| -       | KAP  | magyar     | Borsos Vilmos  | 20  | Diósgyőr                 | kölcsön               | Nyári               | 2022.06.30.    | 0-                 | [ 22 ] |
| -       | KP   | magyar     | Bognár Dávid   | 24  | Kazincbarcika            | kölcsön               | Téli                | 2022.06.30.    | -                  | [ 23 ] |
| -       | KP   | magyar     | Nyári Patrik   | 21  | III. Kerületi TVE        | kölcsön               | Téli                | 2022.06.30.    | -                  | [ 24 ] |
| -       | V    | magyar     | Kulcsár Dávid  | 34  | III. Kerületi TVE        | átigazolás            | Téli                | 2023.06.30.    | ingyen             | [ 25 ] |
| -       | KP   | magyar     | Bognár István  | 30  | Árisz Lemeszú            | kölcsön               | Téli                | 2022.05.31.    | -                  | [ 26 ] |
| -       | V    | magyar     | Lorentz Márton | 27  | BFC Siófok               | kölcsön               | Téli                | 2022.06.30.    | -                  | [ 27 ] |
| -       | V    | magyar     | Debreceni Ákos | 19  | Szeged-Csanád Grosics A. | kölcsön               | Téli                | 2022.06.30.    | -                  | [ 28 ] |

## Jelenlegi keret
2022. április 21. szerint.
A vastaggal jelzett játékosok felnőtt válogatottsággal rendelkeznek.
A dőlttel jelzett játékosok kölcsönben szerepelnek a klubnál.

| Mezszám         | Név              | Nemzetiség     | Születési hely | Születési idő (kor)           | Korábbi csapat           | Érték (€) | Szerződés lejárta |
| --------------- | ---------------- | -------------- | -------------- | ----------------------------- | ------------------------ | --------- | ----------------- |
|                 |                  |                |                |                               |                          |           |                   |
| \|Kapusok       |                  |                |                |                               |                          |           |                   |
| 1               | Nagy Gergely     | magyar         | Abony          | 1994. május 27. (31 éves)     | PAE AÉ Láriszasz 1964    | 350 000   | 2024.06.30.       |
| 25              | Simon Barnabás   | magyar         | Szombathely    | 2004. február 13. (21 éves)   | Szombathelyi Haladás     | 50 000    | 2024.06.30.       |
| 31              | Rácz Gergő       | magyar         | Budapest       | 1995. november 20. (29 éves)  | Soroksár SC              | 200 000   | 2024.06.30.       |
| \|Védők         |                  |                |                |                               |                          |           |                   |
| 2               | Kinyik Ákos      | magyar         | Debrecen       | 1993. május 12. (32 éves)     | Debreceni VSC            | 300 000   | 2024.06.30.       |
| 5               | Tamás Olivér     | magyar · ukrán | Aknaszlatina   | 2001. április 14. (24 éves)   | MOL Fehérvár FC          | 275 000   | 2025.06.30.       |
| 6               | Szélpál Norbert  | magyar         | Szeged         | 1996. március 3. (29 éves)    | Békéscsaba 1912 Előre    | 250 000   | 2026.06.30.       |
| 11              | Osváth Attila    | magyar         | Veszprém       | 1995. december 10. (29 éves)  | Puskás Akadémia FC       | 250 000   | 2024.06.30.       |
| 20              | Kovács Nikolasz  | magyar         | Karcag         | 1999. február 27. (26 éves)   | Budapest Honvéd FC       | 125 000   | 2024.12.31.       |
| 23              | Sinan Medgyes    | magyar · SVK   | Dunaszerdahely | 1993. június 30. (32 éves)    | Budafoki MTE             | 250 000   | 2025.06.30.       |
| 24              | Lenzsér Bence    | magyar         | Győr           | 1996. április 9. (29 éves)    | Győri ETO FC             | 350 000   | 2024.06.30.       |
| 30              | Szabó János      | magyar         | Szekszárd      | 1989. július 11. (36 éves)    | BFC Siófok               | 350 000   | 2024.06.30.       |
| \|Középpályások |                  |                |                |                               |                          |           |                   |
| 8               | Balogh Balázs    | magyar         | Budapest       | 1990. június 11. (35 éves)    | Puskás Akadémia FC       | 400 000   | 2024.06.30.       |
| 12              | Vas Gábor        | magyar         | Paks           | 2003. augusztus 29. (21 éves) | Utánpótlásból került fel | 50 000    | 2023.06.30.       |
| 17              | Kocsis Bence     | HUN            | Marosvásárhely | 2001. április 23. (24 éves)   | MTK Budapest FC          | 225 000   | 2025.12.31.       |
| 18              | Gyurkits Gergő   | magyar         | Budapest       | 2002. június 5. (23 éves)     | Utánpótlásból került fel | 50 000    | 2024.06.30.       |
| 19              | Kesztyűs Barna   | magyar         | Pécs           | 1993. szeptember 4. (31 éves) | Budapest Honvéd FC       | 175 000   | Nem publikus      |
| 21              | Papp Kristóf     | magyar         | Kerepestarcsa  | 1993. május 14. (32 éves)     | Gyirmót FC Győr          | 350 000   | 2024.06.30.       |
| 22              | Windecker József | magyar         | Szeged         | 1992. december 2. (32 éves)   | PAE APÓ Levadiakósz      | 300 000   | 2024.06.30.       |
| 27              | Szabó Bálint     | magyar         | Székesfehérvár | 2001. január 18. (24 éves)    | MOL Fehérvár FC II       | 150 000   | Nem publikus      |
| 28              | Nagy Richárd     | magyar         | Budapest       | 1994. április 8. (31 éves)    | Kaposvári Rákóczi FC     | 275 000   | 2023.06.30.       |
| \|Támadók       |                  |                |                |                               |                          |           |                   |
| 7               | Sajbán Máté      | magyar         | Budapest       | 1995. december 19. (29 éves)  | Mezőkövesd Zsóry FC      | 350 000   | 2024.06.30.       |
| 10              | Haraszti Zsolt   | magyar         | Budapest       | 1991. november 4. (33 éves)   | MTK Budapest FC          | 150 000   | Nem publikus      |
| 13              | Böde Dániel      | magyar         | Szekszárd      | 1986. október 21. (38 éves)   | Ferencvárosi TC          | 100 000   | 2022.06.30.       |
| 16              | Ádám Martin      | magyar         | Budapest       | 1994. november 6. (30 éves)   | Kaposvári Rákóczi FC     | 700 000   | 2026.06.30.       |
| 29              | Pethő Bence      | magyar         | Kapuvár        | 1998. november 1. (26 éves)   | Budaörsi SC              | 125 000   | 2024.06.30.       |

| Név            | Poszt       | Nemzetiség | Születési hely    | Születési idő (kor)            | Kölcsönben itt                 | Érték (€) | Kölcsön lejárta |
| -------------- | ----------- | ---------- | ----------------- | ------------------------------ | ------------------------------ | --------- | --------------- |
| Borsos Vilmos  | kapus       | magyar     | Szigetszentmiklós | 2000. szeptember 21. (24 éves) | Diósgyőri VTK                  | 75 000    | 2022.06.30.     |
| Debreceni Ákos | védő        | magyar     | Paks              | 2003. március 24. (22 éves)    | Szeged-Csanád Grosics Akadémia | 100 000   | 2022.06.30.     |
| Lorentz Márton | védő        | magyar     | Budapest          | 1995. február 1. (30 éves)     | BFC Siófok                     | 200 000   | 2022.06.30.     |
| Kelemen Dávid  | védő        | magyar     | Békéscsaba        | 1992. május 24. (33 éves)      | FK Csíkszereda                 | 175 000   | 2022.06.30.     |
| Nyári Patrik   | középpályás | magyar     | Szombathely       | 2001. április 9. (24 éves)     | III. Kerületi TVE              | 100 000   | 2022.06.30.     |
| Bognár Dávid   | középpályás | magyar     | Bonyhád           | 1997. augusztus 16. (27 éves)  | Kazincbarcikai SC              | 50 000    | 2022.06.30.     |

## Szakmai stáb
Utolsó módosítás: 2021. június 8.
| Vezetőedző             | Bognár György        |
| Pályaedző              | Ifj. Bognár György   |
| Pályaedző              | Kiss Tamás           |
| Rehabilitációs masszőr | Váczi László         |
| Masszőr                | Varga László         |
| Masszőr                | Bernáth Győző        |
| Kapusedző              | Csernyánszki Norbert |
| Csapatorvos            | Dr. Kis-Miki András  |
| Csapatorvos            | Dr. Mohácsi János    |
| Utánpótlás vezető      | Péter Norbert        |
| Kit menedzser          | Gróf Edvin           |

## MOL Magyar Kupa
| 2021. szeptember 18. 15:00 3. forduló (legjobb 64) |

| UFC Gyömrő     | 1-9               | Paksi FC                                                            |
| -------------- | ----------------- | ------------------------------------------------------------------- |
| Gergely T. 84' | (0-3) Jegyzőkönyv | Pethő 19,28,66,85' Nagy R. 34' Böde 51,64' Sajbán 61' Windecker 70' |

| UFC Gyömrő Sporttelep, Gyömrő Játékvezető: Szigetvári Márk |

| 2021. november 3. 12:30 4. forduló (legjobb 32) |

| III. Kerületi TVE | 0-5               | Paksi FC                                                 |
| ----------------- | ----------------- | -------------------------------------------------------- |
|                   | (0-5) Jegyzőkönyv | Böde 4' Pethő 11' Szabó J. 13' Bognár I. 19' Nagy R. 28' |

| III. ker. TVE Sporttelep, Budapest Játékvezető: Molnár Attila |

| 2022. február 9. 17:00 5. forduló (nyolcaddöntő) |

| Aqvital FC Csákvár | 0-2               | Paksi FC        |
| ------------------ | ----------------- | --------------- |
|                    | (0-1) Jegyzőkönyv | Haraszti 25,70' |

| Tersztyánszky Ödön Sportközpont, Csákvár Játékvezető: Derdák Marcell |

| 2022. március 1. 17:15 6. forduló (negyeddöntő) |

| KolorCity Kazincbarcika SC | 0-1               | Paksi FC     |
| -------------------------- | ----------------- | ------------ |
|                            | (0-0) Jegyzőkönyv | Szabó J. 73' |

| Kolorcity Aréna, Kazincbarcika Játékvezető: Szilágyi Sándor |

| 2022. április 19. 20:00 7. forduló (elődöntő) |

| Paksi FC                           | 3-0               | Újpest FC      |
| ---------------------------------- | ----------------- | -------------- |
| Diaby 28' Windecker 66' Sajbán 86' | (1-0) Jegyzőkönyv | Kutrumpisz 73′ |

| Fehérvári úti stadion, Paks Játékvezető: Bogár Gergő |

| 2022. május 11. 19:30 8. forduló (döntő) |

| Ferencvárosi TC               | 3-0               | Paksi FC |
| ----------------------------- | ----------------- | -------- |
| Zachariassen 16' Boli 83' 86' | (1-0) Jegyzőkönyv |          |

| Puskás Aréna, Budapest Játékvezető: Bognár Tamás |